# Cambessedesia hilariana
Cambessedesia hilariana är en tvåhjärtbladig växtart som först beskrevs av A.St.Hil. och Aimé Bonpland, och fick sitt nu gällande namn av Dc.. Cambessedesia hilariana ingår i släktet Cambessedesia och familjen Melastomataceae. Inga underarter finns listade i Catalogue of Life.